# Ruská ragbyová reprezentace
Ruská ragbyová reprezentace reprezentuje Rusko na turnajích rugby union. Zúčastnili se MS 2011 a MS 2019. V obou případech skončili v základní skupině poslední. Jediný bod do tabulky si připsali ve svém historicky prvním zápase na MS za prohru 6:13 proti USA. První pětku na MS si připsal v následujícím zápase proti Itálii Aleksandr Janjuškin. Přezdívá se jim Medvědi. V sezonách 2006/08 a 2008/10 skončili druzí za Gruzií v Evropském poháru národů. Po invazi na Ukrajinu byli vyloučeni z mezinárodních zápasů. K 12. srpnu jim patří 24. místo ve světovém žebříčku.